# Ślesaryszki (okręg wileński)
Ślesaryszki (lit. Sliesoriškės; pol. hist. Slusarzyszki, Slesaryszki) – wieś na Litwie, w okręgu wileńskim, w rejonie wileńskim, w gminie Niemenczyn.

## Historia
Pod zaborami oraz w II Rzeczypospolitej wieś i zaścianek. W XIX i w początkach XX w. położone były w Rosji, w guberni wileńskiej, w powiecie wileńskim, w gminie Niemenczyn. Po I wojnie światowej pod administracją polską, w Zarządzie Cywilnym Ziem Wschodnich. W latach 1920–1922 w składzie Litwy Środkowej.
Od 11 kwietnia 1922 leżały w Polsce, w województwie wileńskim, w powiecie wileńsko-trockim, w gminie Niemenczyn. W 1931 miejscowość liczyła:
- wieś – 72 mieszkańców, zamieszkałych w 12 budynkach,
- zaścianek – 26 mieszkańców, zamieszkałych w 4 budynkach[3].

Po II wojnie światowej w granicach Związku Sowieckiego. Od 1991 na niepodległej Litwie.